# I'm a Woman (Elisabeth Andreassen)
I'm a Woman är ett studioalbum av den norska sångerskan Elisabeth Andreassen, släppt i november 1983. Albumet såldes i drygt 30 000 exemplar i Sverige, vilket i dag (2006) motsvarar en guldskiva.
Albumet började planeras tidigt under norra våren var Tomas Ledin och Rutger Gunnarsson tänkta som producenter, men i stället producerade Tomas Ledin en singel med Elisabeth som kom i maj 1983. Rutger Gunnarsson producerade istället tillsammans med Torgny Söderberg.
När albumet kom beskrev hon det som:
| ”                                                                 | "Svensk pop på mitt eget sätt - som en blandning mellan Frida och Agnetha." | „ |
| – Elisabeth Andreassen, i samband med albumsläppet, november 1983 |                                                                             |   |

Musikaliskt ersattes country av pop. Arbetet började med att Elisabeth skickade brev till ett 50-tal svenska låtskrivare och frågade om de ville skriva låtar till hennes nya album. Bara ett fåtal hörde av sig. Bland låtskrivanra finns Per Gessle och Göran Fritzson från popgruppen Gyllene Tider, Monica Forsberg, John Ballard och Tomas Ledin. De flesta låtar är översättningar från engelska till svenska. Av albumets tolv låtar är tio på svenska, resten på engelska.
"Om jag lyssnar" blev den största hitlåten, och titelspåret "I'm a Woman" som bland släpptes på singel i både Nederländerna och Kanada 1984. Förstaspåret, det danska bandet Laid Backs hitlåt "Summer Reggae" från 1982, framfördes på albumet som "Sommarreggae" och blev också en hitlåt, och utkom på singel i Sverige 1984. 
Elisabeth sjunger även duett med sin lillebror Jan och hennes dåvarande pojkvän Peter Milefors spelar trummor.

## Låtlista

### Sida A
1. "Sommarreggae (Sunshine Reggae)" (Tim Stahl/John Guldberg/Hasse Olsson)
2. "Om jag lyssnar" (Guido de Angelis/Maurizio de Angelis/Monica Forsberg)
3. "Gå nu" (George Keller/Philip Kruse/Ingela Forsman)
4. "Stjärnhimmel" (Göran Fritzson/Per Gessle)
5. "Stanna" (Kjell-Åke Norén)
6. "Operator" (William Spivery)

### Sida B
1. "I'm a Woman" (John Ballard/Torgny Söderberg)
2. "Du värmer mig" (Tomas Ledin)
3. "Jag vågar tala om" (Ralf Peeker/Roxan)
4. "Håll mig hårt" (duett med Jan Andreasson) (Torgny Söderberg)
5. "Drömmer om dig i natt" (David Foster/Gloria Loring/Ingela Forsman)
6. "Se på mig jag flyger" (Hasse Olsson/Bert Östlund)

## Medverkande

### Musiker
- Elisabeth Andreasson – sång
- Lasse Wellander – gitarr
- Franco Mariano – gitarr
- Hasse Rosén – gitarr
- Håkan Mjörnheim – gitarr
- Leif Larson – gitarr
- Rutger Gunnarsson – basgitarr, arrangement
- Jan Andersson – basgitarr
- Kjell Öhman – keyboard, piano
- Lennart Sjöholm – keyboard
- Peter Ljung – piano
- Peter Milefors – trummor
- Jan Andreasson – sång
- Anders Glenmark – körsång
- Diana Nuñez – körsång
- Liza Öhman – körsång
- Peter Lundwall – körsång
- Kungliga Operan – stråkare

### Produktion
- Torgny Söderberg – musikproducent
- Rutger Gunnarsson – produsent, ljudtekniker
- Åke Grahn – ljudtekniker